# 산루이스포토시주

산루이스포토시 주

산루이스포토시주(스페인어: San Luis Potosí)는 멕시코 중북부에 위치한 주로 주도는 산루이스포토시이며 면적은 61,137km2, 인구는 2,638,693명(2013년 기준), 인구 밀도는 43명/km2이다. 1823년 12월 22일에 신설되었으며 58개 지방 자치체를 관할한다.
북쪽으로는 누에보레온주와 코아우일라주, 북동쪽으로는 타마울리파스주, 동쪽으로는 베라크루스주, 남쪽으로는 이달고주와 케레타로주, 할리스코주, 과나후아토주, 북서쪽으로는 사카테카스주와 접한다.

주기
주 문장

## 인구
| 연도 | 인구      | ±%     |
| ---- | --------- | ------ |
| 1895 | 571,420   | —      |
| 1900 | 575,432   | +0.7%  |
| 1910 | 627,800   | +9.1%  |
| 1921 | 445,681   | −29.0% |
| 1930 | 579,831   | +30.1% |
| 1940 | 678,779   | +17.1% |
| 1950 | 856,066   | +26.1% |
| 1960 | 1,048,297 | +22.5% |
| 1970 | 1,281,996 | +22.3% |
| 1980 | 1,673,893 | +30.6% |
| 1990 | 2,003,187 | +19.7% |
| 1995 | 2,200,763 | +9.9%  |
| 2000 | 2,299,360 | +4.5%  |
| 2005 | 2,410,414 | +4.8%  |
| 2010 | 2,585,518 | +7.3%  |
| 2015 | 2,717,820 | +5.1%  |
| 2020 | 2,822,255 | +3.8%  |